# Никотинамидадениндинуклеотидфосфат
Никотинамидадениндинуклеотидфосфа́т (НАДФ, NADP) — широко распространённый в природе кофермент некоторых дегидрогеназ — ферментов, катализирующих окислительно-восстановительные реакции в живых клетках. НАДФ принимает на себя водород и электроны окисляемого соединения и передаёт их на другие вещества. В хлоропластах растительных клеток НАДФ восстанавливается при световых реакциях фотосинтеза и затем обеспечивает водородом синтез углеводов при темновых реакциях. НАДФ, — кофермент, отличающийся от НАД содержанием ещё одного остатка фосфорной кислоты, присоединённого к гидроксилу одного из остатков D-рибозы, обнаружен во всех типах клеток.
Принимает участие в анаболических процессах: биосинтез жирных кислот и стеринов, аминирование α-кетокислот, восстановление рибозы до дезоксирибозы, восстановление глутатиона и т. д. Образуется при помощи НАД-киназы.
Имеет альтернативное название никотинамидадениндинуклеотидфосфатгидрин.

## История открытия
Структура НАДФ установлена в 1934 году О. Варбургом.